# Jang Hyung-seok
Jang Hyung-seok (en coréen : 장형석), né le 7 juillet 1972, est un footballeur international sud-coréen. Il évolue au poste de défenseur dans les années 1990 aux années 2000.

## Biographie

### En club
Jang Hyung-seok évolue principalement en faveur de l'Ulsan Hyundai, club où il joue de 1992 à 1999.

### En équipe nationale
Jang Hyung-seok reçoit 10 sélections en équipe de Corée du Sud entre 1997 et 1998, inscrivant un but. 
Reteny par le sélectionneur Cha Bum-geun afin de participer à la Coupe du monde 1998 organisée en France, il dispute deux matchs lors du mondial : contre le Mexique et la Belgique.

## Palmarès
- Champion de Corée du Sud en 1996 avec l'Ulsan Hyundai et en 2000 avec l'Anyang LG Cheetahs

## Statistiques
| Carrière en club      | Carrière en club       | Carrière en club      | Championnat | Championnat | Coupe nationale       | Coupe nationale       | Coupe de la Ligue              | Coupe de la Ligue              | Compétitions continentales | Compétitions continentales | Total  | Total |
| Saison                | Club                   | Championnat           | Matchs      | Buts        | Matchs                | Buts                  | Matchs                         | Buts                           | Matchs                     | Buts                       | Matchs | Buts  |
| Corée du Sud          | Corée du Sud           | Corée du Sud          | Championnat | Championnat | Coupe de Corée du Sud | Coupe de Corée du Sud | Coupe de la Ligue sud-coréenne | Coupe de la Ligue sud-coréenne | Confédération asiatique    | Confédération asiatique    | Total  | Total |
| --------------------- | ---------------------- | --------------------- | ----------- | ----------- | --------------------- | --------------------- | ------------------------------ | ------------------------------ | -------------------------- | -------------------------- | ------ | ----- |
| 1992                  | Ulsan Hyundai Horang-i | K-League              | 8           | 1           | -                     | -                     | 4                              | 0                              | -                          | -                          | 12     | 1     |
| 1993                  | Ulsan Hyundai Horang-i | K-League              | 1           | 0           | -                     | -                     | 0                              | 0                              | -                          | -                          | 1      | 0     |
| 1994                  | Ulsan Hyundai Horang-i | K-League              | 0           | 0           | -                     | -                     | 0                              | 0                              | -                          | -                          | 0      | 0     |
| 1995                  | Ulsan Hyundai Horang-i | K-League              | 3           | 0           | -                     | -                     | 0                              | 0                              | -                          | -                          | 3      | 0     |
| 1996                  | Ulsan Hyundai Horang-i | K-League              | 26          | 5           | ?                     | ?                     | 2                              | 0                              | ?                          | ?                          |        |       |
| 1997                  | Ulsan Hyundai Horang-i | K-League              | 12          | 0           | ?                     | ?                     | 13                             | 1                              | ?                          | ?                          |        |       |
| 1998                  | Ulsan Hyundai Horang-i | K-League              | 15          | 0           | ?                     | ?                     | 3                              | 0                              | ?                          | ?                          |        |       |
| 1999                  | Ulsan Hyundai Horang-i | K-League              | 13          | 0           | ?                     | ?                     | 8                              | 1                              | -                          | -                          |        |       |
| 1999                  | Anyang LG Cheetahs     | K-League              | 7           | 0           | ?                     | ?                     | 3                              | 0                              | ?                          | ?                          |        |       |
| 2000                  | Anyang LG Cheetahs     | K-League              | 0           | 0           | ?                     | ?                     | 0                              | 0                              | ?                          | ?                          |        |       |
| 2001                  | Anyang LG Cheetahs     | K-League              | 0           | 0           | ?                     | ?                     | 0                              | 0                              | ?                          | ?                          |        |       |
| 2002                  | Bucheon SK             | K-League              | 10          | 0           | ?                     | ?                     | 7                              | 0                              | -                          | -                          |        |       |
| Total                 | Corée du Sud           | Corée du Sud          | 95          | 6           |                       |                       | 40                             | 2                              |                            |                            |        |       |
| Total sur la carrière | Total sur la carrière  | Total sur la carrière | 95          | 6           |                       |                       | 40                             | 2                              |                            |                            |        |       |

## Buts internationaux
| N° | Date          | Lieu   | Adversaire        | Résultat | Compétition  |
| -- | ------------- | ------ | ----------------- | -------- | ------------ |
| 1  | 18 avril 1998 | Skopje | Macédoine du Nord | 2-2      | Match amical |

## Sources
- (en) Cet article est partiellement ou en totalité issu de l’article de Wikipédia en anglais intitulé « Jang Hyung-seok » (voir la liste des auteurs).